# چهاب
چهاب، روستایی از توابع بخش مرکزی شهرستان کهگیلویه در استان کهگیلویه و بویراحمد ایران است.

## جمعیت
این روستا در دهستان دهدشت غربی قرار دارد و براساس سرشماری مرکز آمار ایران در سال ۱۳۸۵، جمعیت آن ۲۰۵ نفر (۴۱خانوار) بوده‌است.
روستای چهاب در 15 کیلومتری شهرستان کهگیلویه و در دامنه ی کوه زیبای خاییز و در مسیر جاده ی قدیم دهدشت-بهبهان که در حال حاضر به سد تنگ تکاب منتهی میشود واقع شده است.این روستا دارای بناهایی با قدمت زیاد میباشند.از جاهای دیدنی این روستا میتوان به طبیعت بکر لاسپی و باغهای مرکبات و زیتون اشاره کرد.همه ی اهالی این روستا از طایفه شرانی میباشند